# Flavia Zoccari
Flavia Zoccari (Roma, 1º novembre 1986) è una nuotatrice italiana.

## Carriera
Stileliberista specializzata nei 200 e 400 metri, ha iniziato la carriera ad alto livello molto giovane, già tredicenne compare sul podio dei campionati assoluti del 2000 in staffetta e con le staffette ha avuto più successo in campo internazionale, mentre nelle gare individuali ne ha ottenuto di più in Italia, vincendo sette titoli nelle distanze che vanno dai 200 agli 800. Dopo aver partecipato agli europei giovanili del 2002 la troviamo nella nazionale maggiore a Montréal, quando ai mondiali sfiora l'ingresso in finale nella staffetta 4×200 m.
Nel 2006 è convocata ai mondiali in vasca da 25 metri di Shanghai dove va in finale nella 4×100 e nella 4×200 m stile libero, in quest'ultima sfiora il podio con Simona Ricciardi, Alessia Filippi e Federica Pellegrini. Con le due staffette è stata finalista anche agli europei di Budapest tenuti in quell'anno. L'anno dopo partecipa ancora ai mondiali in vasca lunga e alle universiadi di Bangkok, dove è finalista individuale nei 100 m e vince la sua prima medaglia internazionale, bronzo con la 4 × 200 m.
Agli europei in vasca lunga di Eindhoven del 2008 va in finale nei 200 metri e nuota nella batteria della 4×200 m che arriva poi terza in finale. Arriva così la convocazione ai Giochi olimpici di Pechino dove la 4×200 m nuota la finale con Renata Spagnolo, la Filippi e la Pellegrini arrivando quarta battendo il tempo ottenuto dalla staffetta ai mondiali di Melbourne di due anni prima di venti secondi e migliorando il primato europeo con 7'46"57.
La stagione 2008-2009 inizia in dicembre in vasca corta a Fiume con una finale individuale nei 400 metri; nel giugno successivo si disputano a Pescara i Giochi del Mediterraneo e in quell'occasione arriva la medaglia d'oro internazionale, vinta ancora con la 4 × 200 stile libero composta da Flavia, Erica Buratto, Alice Carpanese e la Filippi. Un mese dopo partecipa ai mondiali di Roma dove nuota la batteria della staffetta 4 x 200 m che arriva poi ancora quarta in finale.

## Palmarès
| Giochi olimpici            | ---                       | ---                     | ---                          | 4×200 m st. libero                  |
| 2008 Pechino Cina          | ---                       | ---                     | ---                          | 4ª - 7'49"76 - RE frazione: 1'59"80 |
| Campionati del mondo       | 200 m st. libero          | 400 m st. libero        | ---                          | 4×200 m st. libero                  |
| 2005 Montreal Canada       | ---                       | ---                     | ---                          | 9ª - 8'09"14 frazione: 2'01"84      |
| 2007 Melbourne Australia   | 24ª in batteria 2'01"49   | ---                     | ---                          | 13ª - 8'06"64 frazione: 2'02"88     |
| 2009 Roma Italia           | ---                       | 17ª in batteria 4'11"58 | ---                          | 4ª - 7'46"57 nuota in batteria      |
| Mondiali in vasca corta    | 200 m st. libero          | ---                     | 4×100 m st. libero           | 4×200 m st. libero                  |
| 2006 Shanghai Cina         | 12ª in batteria 1'59"52   | ---                     | 7ª - 3'39"18 frazione: 55"76 | 4ª - 7'50"39 frazione: 1'58"56      |
| Campionati europei         | 200 m st. libero          | 400 m st. libero        | 4×100 m st. libero           | 4×200 m st. libero                  |
| 2006 Budapest Ungheria     | 13ª in semifinale 2'01"31 | ---                     | 6ª - 3'42"59 frazione: 56"18 | 5ª - 8'02"61 frazione: 1'59"94      |
| 2008 Eindhoven Paesi Bassi | 8ª 2'00"79                | 9ª in batteria 4'12"99  | ---                          | Bronzo: 7'55"69 nuota in batteria   |
| Europei in vasca corta     | 100 m st. libero          | 200 m st. libero        | 400 m st. libero             | ---                                 |
| 2005 Trieste Italia        | 41ª in batteria 57"29     | 24ª in batteria 2'00"86 | ---                          | ---                                 |
| 2008 Fiume Croazia         | ---                       | 9ª in batteria 1'56"47  | 6ª 4'01"99                   | ---                                 |
| Giochi del Mediterraneo    | ---                       | ---                     | ---                          | 4×200 m st. libero                  |
| Pescara 2009 Italia        | ---                       | ---                     | ---                          | Oro: 7'56"69 frazione: 1'59"46      |
| Universiadi                | 200 m st. libero          | 400 m st. libero        | ---                          | 4×200 m st. libero                  |
| Bangkok 2007 Thailandia    | 8ª 2'02"11                | 10ª in batteria 4'18"27 | ---                          | Bronzo: 8'01"11 frazione: 2'00"32   |
| Europei giovanili          | 100 m st. libero          | ---                     | 4×100 m st. libero           | 4×00 m mista                        |
| Linz 2002 Austria          | 7ª 57"61                  | ---                     | 4ª - 3'51"44 frazione: 57"58 | 8ª - 4'20"50 frazione: 57"35        |

### Altri risultati
Giochi mondiali militari
- 2007: Hyderabad,  India[1]

4×100 m stile libero: bronzo, 3'52"14
4×100 m mista: argento, 4'18"25
- 2011: Rio de Janeiro,  Brasile[2]

4×100 m stile libero: argento, 3'47"45

### Campionati italiani
- 7 titoli individuali e 2 in staffetta, così ripartiti:
- 3 nei 200 m stile libero
- 3 nei 400 m stile libro
- 1 negli 800 m stile libero
- 1 nella staffetta 4×50 m stile libero
- 1 nella staffetta 4×200 m stile libero

nd = non disputata
| Anno | Edizione    | st.libero 100 m | st.libero 200 m | st.libero 400 m | st.libero 800 m | st.libero 4×50 m | st.libero 4×100 m | st.libero 4×200 m |
| ---- | ----------- | --------------- | --------------- | --------------- | --------------- | ---------------- | ----------------- | ----------------- |
| 2000 | Primaverili | -               | -               | -               | -               | nd               | 3                 | -                 |
| 2000 | Invernali   | -               | -               | -               | -               | 2                | nd                | nd                |
| 2001 | Primaverili | -               | -               | -               | -               | nd               | 2                 | -                 |
| 2001 | Estivi      | -               | -               | -               | -               | nd               | 2                 | 3                 |
| 2001 | Invernali   | -               | -               | -               | -               | 2                | nd                | nd                |
| 2002 | Primaverili | -               | -               | -               | -               | nd               | 2                 | 2                 |
| 2002 | Estivi      | -               | -               | -               | -               | nd               | 2                 | 2                 |
| 2002 | Invernali   | -               | -               | -               | -               | 3                | nd                | nd                |
| 2003 | Primaverili | -               | -               | -               | -               | nd               | 3                 | -                 |
| 2003 | Invernali   | -               | -               | -               | -               | 3                | nd                | nd                |
| 2004 | Primaverili | -               | -               | -               | -               | nd               | 2                 | 3                 |
| 2004 | Estivi      | -               | -               | -               | -               | nd               | 2                 | 3                 |
| 2004 | Invernali   | -               | 3               | -               | -               | -                | nd                | nd                |
| 2005 | Estivi      | -               | 3               | -               | -               | nd               | -                 | -                 |
| 2005 | Invernali   | -               | 3               | -               | -               | 1                | nd                | nd                |
| 2006 | Primaverili | 2               | 2               | -               | -               | nd               | 3                 | -                 |
| 2006 | Estivi      | 2               | 1               | 1               | -               | nd               | 2                 | -                 |
| 2006 | Invernali   | -               | 2               | 2               | -               | nd               | nd                | nd                |
| 2007 | Primaverili | -               | 2               | 2               | -               | nd               | -                 | -                 |
| 2007 | Estivi      | -               | 2               | 2               | -               | nd               | 3                 | 3                 |
| 2007 | Invernali   | -               | -               | -               | 1               | nd               | nd                | nd                |
| 2008 | Primaverili | -               | 1               | 1               | -               | nd               | -                 | -                 |
| 2008 | Estivi      | -               | -               | 2               | -               | nd               | 3                 | -                 |
| 2008 | Invernali   | -               | -               | 1               | -               | nd               | nd                | nd                |
| 2009 | Primaverili | -               | 2               | 2               | -               | nd               | 2                 | 2                 |
| 2009 | Estivi      | 3               | 1               | 2               | -               | nd               | 2                 | -                 |
| 2010 | Primaverili | -               | 2               | -               | -               | nd               | 3                 | 2                 |
| 2011 | Primaverili | -               | -               | -               | -               | nd               | 2                 | 1                 |
| 2011 | Estivi      | -               | -               | -               | -               | 2                | nd                | nd                |